# Parocnus
Parocnus — вимерлий рід лінивців, що походить з Куби та Еспаньйоли і належить до родини Megalocnidae. Це був наземний лінивець, другий за величиною карибський лінивець після Megalocnus.

## Таксономія
На основі:
- †Parocnus browni — від плейстоцену до голоцену, Куба
- †Parocnus serus — від плейстоцену до голоцену, Еспаньйола (синонім Megalocnus zile)[1]
- †Parocnus dominicanus — від плейстоцену до голоцену, Еспаньйола[3]